# Austrália nos Jogos Olímpicos de Verão de 1920
Austrália participou dos Jogos Olímpicos de Verão de 1920 na Antuérpia, Bélgica.